# Скіра Юрій Романович

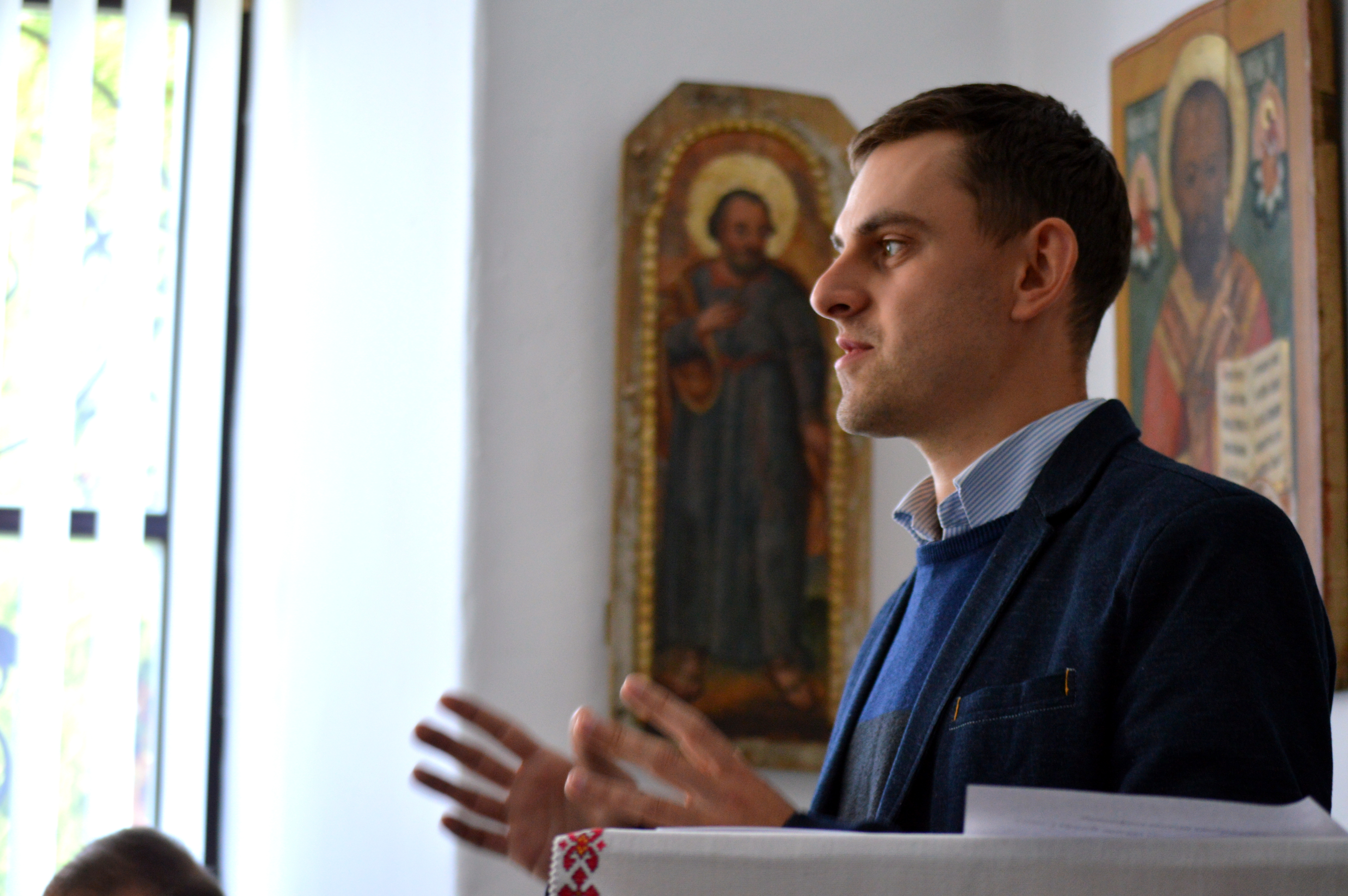
Юрій Скіра на Міжнародній науковій конференції до 150-ліття від дня народження блаженного священномученика Климентія (Шептицького) та до 100-ліття перенесення осідку монахів Студійського Уставу до Унівської Святоуспенської Лаври.

Юрій Романович Скіра (нар. 18 червня 1992, Львів) — український історик. Фахівець з питань порятунку духовенством та чернецтвом Греко-Католицької Церкви євреїв під час Голокосту. Автор монографій Покликані: монахи Студійського Уставу та Голокост (Дух і Літера, 2019) та Солід. Взуттєва фабрика життя (Човен, 2023). Лауреат українсько-єврейської літературної премії "Зустріч" (2024). 
Кандидат історичних наук (2018).

## Життєпис
18 червня 1992 р. — народився у Львові.
2006—2009 р. — слухач Львівської обласної Малої академії наук.
2009—2014 рр. — навчався на історичному факультеті Львівського національного університету ім. Івана Франка. Закінчив навчання з відзнакою. Магістр історії.
2010—2014 рр. — студент програми Міжінституційних Індивідуальних Гуманітарних Студії при Інституті історичних досліджень Львівського національного університету ім. І. Франка.
2014—2016 рр. — навчався на магістерській програмі екуменічних наук Українського католицького університету. Магістр богослов'я.
2015—2018 рр. — аспірант Інституту гуманітарних та соціальних наук Національного університету «Львівська політехніка». Тема дисертації «Участь монахів Студійського Уставу у порятунку євреїв на території Львівської архієпархії Греко-Католицької Церкви у 1942—1944 рр».
2018 р. — достроково захистив дисертацію на здобуття наукового ступеня кандидата історичних наук у спеціалізованій вченій раді Інституту українознавства ім. І. Крип'якевича НАН України та Інституту народознавства НАН України.
2018—2024 рр. — керівник проектів та програм Центру дослідження українсько-польсько-словацького пограниччя Українського католицького університету, координатор дослідницької програми «Жертви українсько-польського протистояння 1939—1947 рр.».
2022 р. — директор ГО "Центр дослідження історії Східних Католицьких Церков".
2023 р. — ведучий програми "Історії з історії Української Греко-Католицької Церкви" на Живому Телебаченні. Автор подкасту "Від св. Папи Климентія до Климентія VIII: римські єпископи в історії України" на Vatican News.   
2023—2025 рр. — старший науковий співробітник Інституту екуменічних студій Українського католицького університету, співкоординатор дослідницького проекту «Східні Католицькі Церкви: місія єдності та католицькості»

## Інтерв'ю
- ЗБРУЧ Галицькі праведники. Юрій Скіра
- Ukrainian Jewish Encounter He is our “Ukrainian Schindler”: Yuriy Skira on the monks who rescued Jews during the Holocaust
- Ukrainian Jewish Encounter How a Lviv footwear factory saved Jews from the Nazis
- Vatican News Урок людяності: Юрій Скіра про рятування євреїв монахами-студитами
- CHYTOMO Yuriy Skira talks about Lviv’s “life-saving factory” during the Holocaust
- Громадське радіо «Солід»: як взуттєва фабрика Львова рятувала євреїв від нацистів

## Стипендії, премії, відзнаки
- Зустріч: Українсько-єврейська літературна премія, 2024.[4]
- Премія Української асоціації юдаїки імені Мартена Феллера й Жанни Ковби, 2021.[19]
- Фіналіст Українсько-єврейської літературної премії «Зустріч» 2021 р. [Архівовано 4 січня 2022 у Wayback Machine.][20]
- Ректорська премія Українського католицького університету 2019 р. за високі академічні стандарти у наукових дослідженнях, продемонстровані зокрема в авторській монографії «Покликані: монахи Студійського Уставу та Голокост. Київ: Дух і Літера, 2019»[21].
- Почесна грамота Львівської обласної державної адміністрації за багаторічну сумлінну працю, особисті досягнення у дослідженні участі духовенства та монашества Української Греко-Католицької Церкви у наданні допомоги євреям під час Голокосту, 2019.
- Переможець Всеукраїнського конкурсу наукових і науково-популярних робіт «Історія, яка нас об’єднує» Львівської обласної державної адміністрації, 2016.[22]
- Стипендія Президента України переможцям Всеукраїнських учнівських олімпіад з базових навчальних предметів і Всеукраїнського конкурсу-захисту науково-дослідницьких робіт учнів-членів Малої академії наук України у 2008—2009 н. р.[23]
- Академічна стипендія ім. М. С. Грушевського Міністерства освіти та науки, молоді та спорту України, 2012[24].
- Стипендія від Надзвичайного Фонду Наукового Товариства ім. Шевченка в США, 2022[25].
- Дослідницька стипендія в рамках IU-Ukraine Nonresidential Scholars Program (R.F.Byrnes Russian and East European Institute, Indiana University, 2023)[26].
- Дослідницька стипендія в рамках The Petro Jacyk Non-Residential Scholars Program (Munk School of Global Affairs & Public Policy, University of Toronto, 2023)[27].